# Chiesa di Santa Caterina (Novi di Modena)
La chiesa di Santa Caterina è la parrocchiale patronale di Rovereto sulla Secchia, frazione di Novi in provincia di Modena. Appartiene alla zona pastorale 5 della diocesi di Carpi e risale al XV secolo.

## Storia
Il luogo di culto era presente sul sito già nel 1454 con la dedicazione a Santa Caterina di Alessandria, considerata protettrice dei mugnai.
Fu il cardinale bolognese Gabriele Paleotti a far ampliare l'antico luogo di culto verso la fine del XVI secolo. Il porporato aveva ottenuto dagli Este i diritti sul territorio delle Lame e in tale occasione fece erigere la torre campanaria. Data la sua posizione vicino alla Secchia fu in varie occasioni alluvionata e danneggiata.
Dopo la metà del XIX secolo vennero realizzati nuovi importanti lavori di ristrutturazione e ampliamento furono realizzati e l'edificio sacro che ci è pervenuto risale a quel periodo.
Nel primo dopoguerra del XX secolo la chiesa fu arricchita di decorazioni nella sua sala ma queste furono rimosse e sostituite con altre durante l'anno giubilare del 2000.

### Terremoto dell'Emilia del 2012
Durante il terremoto dell'Emilia del 2012, il 29 maggio 2012, la volta della sala crollò e vi trovò la morte il parroco don Ivan Martini che stava tentando di salvare la statua raffigurante la Madonna. Meno di un mese dopo, il 26 giugno, si recò sul luogo papa Benedetto XVI accompagnato dall'arcivescovo di Bologna Carlo Caffarra. Caffarra durante il suo intervento citò Giovannino Guareschi in un suo brano riferito alla grande alluvione che aveva colpito il Polesine nel 1951 mentre il papa disse: "In questi giorni, in mezzo a tanta distruzione e dolore, voi avete visto e sentito come tanta gente si è mossa per esprimervi vicinanza, solidarietà, affetto. (...) La mia presenza in mezzo a voi vuole essere uno di questi segni di amore e di speranza". Questi episodi sono raccontati anche da Guido Conti nel suo racconto Una scossa nell'anima contenuto nel libro corale Alzando da terra il sole pubblicato da Mondadori per raccogliere fondi destinati alla ricostruzione della biblioteca comunale di Mirandola.
Gli ingenti danni materiali resero necessaria un'opera importante di messa in sicurezza e poi di ripristino per poter riaprire al culto la chiesa.

## Descrizione

### Esterni
Il complesso comprende l'edificio della chiesa, che nelle forme recenti risale al XIX secolo, e la torre campanaria, originaria del XVI secolo.

### Interni
La sala è suddivisa in tre navate. L'altare maggiore in marmo e le vetrate policrome risalgono agli anni settanta. Di particolare interesse artistico sono un dipinto seicentesco attribuito ad artista di scuola emiliana che rappresenta la Madonna del Carmine, la pala del settecento raffigurante il Martirio di Santa Caterina e il coro in legno.